# 江湖篇之大佬
《江湖篇之大佬》是一部2003年上映的香港電影。由林偉賢導演，吳志雄、任港秀、任港秀及李兆基領銜主演。本片主角吳志雄及李兆基也是本色演出，因為兩人亦曾為黑社會老大。

## 故事大綱
何耀輝為洪興的大佬，但因他的性格火爆而不受妻子的歡迎。
有一次，輝和手下去了的士高開心，但途中因太開心而搞上了一個迷幻少女，誰知那個少女的爸爸居然時義興的大佬林曉東，東向輝提出陪賞，但輝卻不承認，兩方正想打架，反黑組警司呂sir帶人來查牌，兩人只好裝好友。
但林曉東當然不會罷休，正當他在想如何報仇時，一個東的愛將趙志龍想到一個辦法，他決定要輝以牙還牙，指使金牌姑爺仔志華向輝的女兒下手，志華一知道有錢，立刻答應。
最后，東成功了他和龍的計畫，但輝已知道此事，他叫齊手下，誓要把東殺死...

## 演員
| 演員   | 角色   | 備註 |
| 吳志雄 | 何耀輝 | 鬼鼠輝 洪興大佬 何詠琪之父 阿強之大佬 因自己搞上了林曉東的女兒而與其結下因怨 最後因被通緝而隱性埋名                         |
| 李兆基 | 林曉東 | 巢皮東 義興大佬 林欣欣之父 因自己女兒被何耀輝搞上了與其結下因怨 趙志龍之大佬 最後因被何耀輝被斬傷，和其一樣被通緝而隱性埋名 |
| 任港秀 | 何詠琪 | 何耀輝之女 許志華之女友，后被收了錢的其出賣並分手                                                                           |
| 朱永棠 | 趙志龍 | 林曉東的愛將 設法令何耀輝的女兒被志華搞上                                                                                   |
| 謝天華 | 呂sir  | 反黑組警司 九哥上司 |
| 曹永廉 | 許志華 | 本片終極大反派 何詠琪之男友，后分手並反目 受趙志龍收賣而搞上何詠琪 最后被趙志龍安排逃亡                                     |
| 惠英紅 |        | 何耀輝之妻，與其不和 何詠琪之母                                                                                             |
| 陳志輝 | 九哥   | 反黑組警員 呂sir下屬 |
| 吳浣儀 |        | 雄仔之母 |
| 杜大偉 | 雄仔   | 因欠何耀輝債而被其綁架，后被放走                                                                                            |
| 周美成 | 阿強   | 何耀輝手下 |
| 八両金 | 酒鬼   | 何耀輝粉絲 |

## 各地電影分級制度
| 國家／地區 | 級別 |
| ---------- | ---- |
| 香港       | IIB  |

## 外部連結
- 香港影庫上《江湖篇之大佬》的資料（繁體中文）